# Sânpetru de Câmpie
Sânpetru de Câmpie (Uzdiszentpétru en hongrois, Petersdorf en allemand) est une commune roumaine du județ de Mureș, dans la région historique de Transylvanie et dans la région de développement du Centre.

## Géographie
La commune de Sânpetru de Câmpie est située dans le nord-ouest du județ, à la limite avec le județ de Bistrița-Năsăud, dan, s les collines de Comlod, à 39 km au nord-ouest de târgu Mureș, le chef-lieu du județ.
La municipalité est composée des six villages suivants (population en 2002) :
- Bârlibaș (167) ;
- Dâmbu (607) ;
- Satu Nou (244) ;
- Sângeorgiu de Câmpie (428) ;
- Sânpetru de Câmpie (1 086), siège de la municipalité ;
- Tușinu (649).

## Histoire
La première mention écrite du village date de 1268 sous le nom de Ouzd. En 1305, elle apparaît sous le nom de Sancto Petro.
La commune de Sânpetru de Câmpie a appartenu au royaume de Hongrie, puis à l'empire d'Autriche et à l'Empire austro-hongrois.
En 1876, lors de la réorganisation administrative de la Transylvanie, elle a été rattachée au comitat de Kolosz (Cluj).
La commune de Sânpetru de Câmpie a rejoint la Roumanie en 1920, au traité de Trianon, lors de la désagrégation de l'Autriche-Hongrie. Après le deuxième arbitrage de Vienne, elle a été occupée par la Hongrie de 1940 à 1944, période durant laquelle sa communauté juive fut exterminée par les nazis. Elle est redevenue roumaine en 1945.

## Religions
En 2002, la composition religieuse de la commune était la suivante :
- Chrétiens orthodoxes, 89,02 % ;
- Réformés, 7,35 % ;

## Démographie
En 1910, la commune comptait 2 807 Roumains (72,87 %), 719 Hongrois (18,67 %), 41 Allemands (1,06 %) et 291 Tsiganes (7,55 %).
En 1930, on recensait 3 241 Roumains (78,32 %), 421 Hongrois (10,17 %), 75 Juifs (1,81 %) et 399 Roms (9,64 %).
En 2002, 2 564 Roumains (80,60 %) côtoient 254 Hongrois (7,98 %) et 359 Roms (11,28 %). On comptait à cette date 1 172 logements.
| 1850  | 1880  | 1900  | 1910  | 1930  | 1956  | 1977  | 1992  | 2002  |
| ----- | ----- | ----- | ----- | ----- | ----- | ----- | ----- | ----- |
| 2 931 | 2 909 | 3 589 | 3 852 | 4 138 | 5 187 | 5 109 | 3 278 | 3 161 |

| 2007  | - | - | - | - | - | - | - | - |
| ----- | - | - | - | - | - | - | - | - |
| 3 068 | - | - | - | - | - | - | - | - |

Lors du recensement de 2011, 78,88 % de la population se déclarent roumains, 12,84 % comme roms et 6,66 % comme hongrois (1,06 % ne déclarent pas d'appartenance ethnique).

## Politique
| Parti | Parti                                            | Sièges |
| ----- | ------------------------------------------------ | ------ |
|       | Parti national libéral (PNL)                     | 5      |
|       | Parti social-démocrate (PSD)                     | 2      |
|       | Alliance des libéraux et démocrates (ALDE)       | 1      |
|       | Parti de la Grande Roumanie (PRM)                | 1      |
|       | Parti national paysan chrétien-démocrate (PNȚCD) | 2      |
|       | Parti des Roms « Pro-Europe »                    | 1      |

## Économie
L'économie de la commune repose sur l'agriculture et l'élevage.

## Communications

### Routes
La commune se trouve sur la route régionale DJ152 qui rejoint la route nationale DN16 et unit Târgu Mureș à Cluj-Napoca en passant par Râciu.

## Lieux et monuments
- Sânpetru de Câmpie, église réformée du XIVe siècle.